# Daniel Arroyave
Daniel Arroyave Cañas (Yarumal, 19 giugno 2000) è un ciclista su strada colombiano che corre per il team GW Erco Shimano.

## Palmarès

### Strada
- 2018 (Juniores, due vittorie)

4ª tappa Vuelta del Porvenir de Colombia (Montería, cronometro)
Classifica generale Vuelta del Porvenir de Colombia
- 2020 (UAE Team Colombia, una vittoria)

Campionati colombiani, Prova in linea Under-23

#### Altri successi
- 2024 (GW Erco Shimano)

1ª tappa Vuelta a Boyacá (Chiquinquirá > Chiquinquirá)

## Piazzamenti

### Classiche monumento
- Giro di Lombardia

2021: ritirato